# Euophrys semiglabrata
Euophrys semiglabrata là một loài nhện trong họ Salticidae.
Loài này thuộc chi Euophrys. Euophrys semiglabrata được Eugène Simon miêu tả năm 1868.